# Seminario di San Patrizio
Il Seminario di San Patrizio (in inglese: St Patrick's Seminary) è uno storico edificio di Sydney in Australia.

## Storia
L'edificio venne costruito nel 1889 su committenza della Chiesa cattolica per servire come seminario e residenza dell'arcivescovo di Sydney.

## Descrizione
L'edificio, situato nel sobborgo di Manly a Sydney, presenta uno stile neogotico.

## Galleria d'immagini

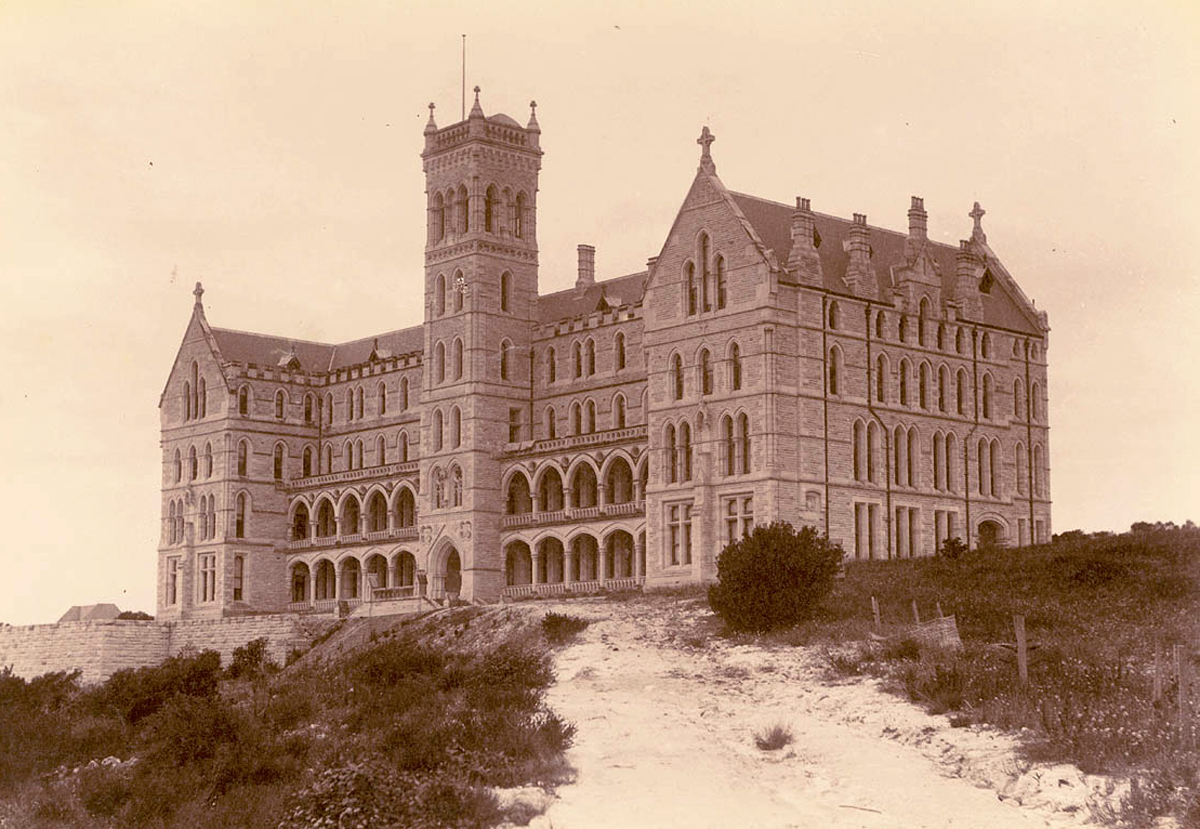
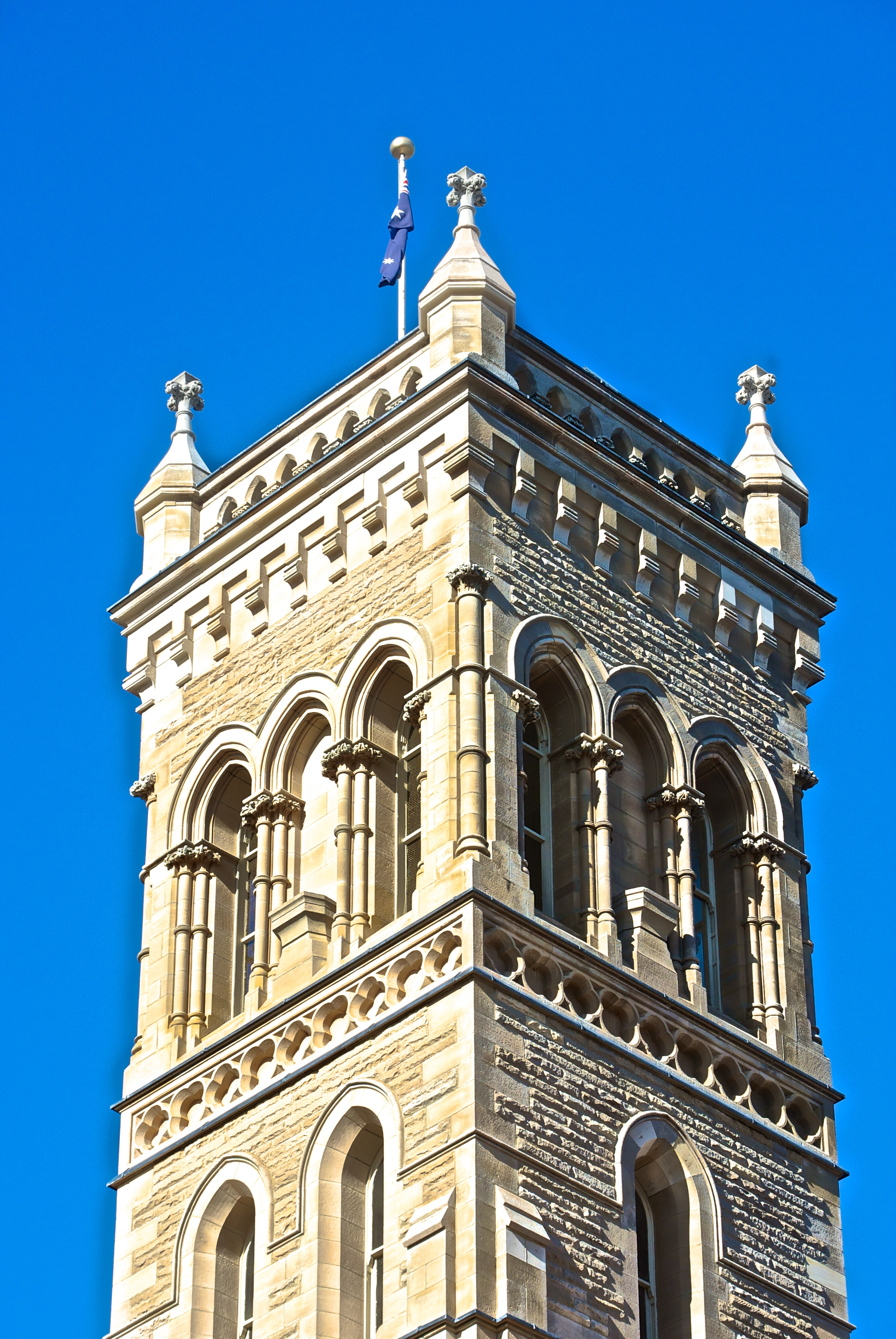
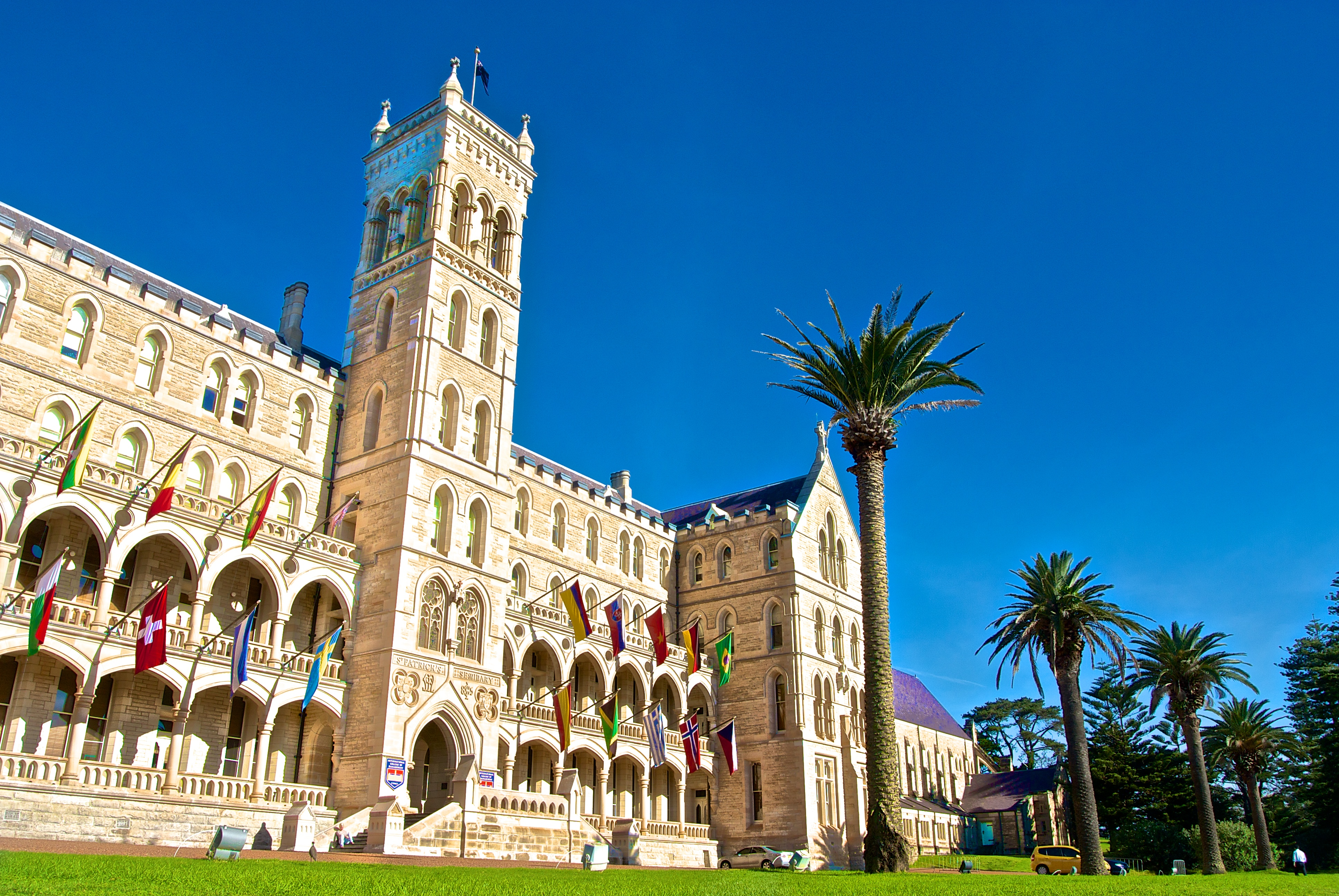